# Würzburger Fußball-Verein
Il Würzburger FV è una società calcistica tedesca della città bavarese di Würzburg.

## Storia
Fondata nel 1904, partecipò fra il 1927 ed il 1933 alla Bezirksliga Bayern, per poi disputare la stagione seguente nella Gauliga Bayern, una delle sedici massime divisioni tedesche nella riorganizzazione del calcio nazionale promossa dal governo del Terzo Reich. Fino alla fine della seconda guerra mondiale il WFV fu costretto ad una fusione con il Kickers Würzburg, Victoria Würzburg e SV Würzburg 09 per formare il Kriegsspielgemeinschaft Würzburg. Questa formazione giunse due volte ultima nella Gauliga Bayern (Gruppe Nord). Per il degenerare della situazione bellica il campionato venne poi interrotto e la società dismessa a fine conflitto.
Il WFV rinacque dopo la guerra, tornando a giocare nelle categorie amatoriali. Divenne un protagonista fisso della Amateurliga Bayern (terza serie) dal 1950 in poi. Dopo non essersi qualificato per la nuova Amateurliga nel 1963, la squadra rimase per anni in quarta serie nella Landesliga Bayern-Nord, interrotti da un'apparizione nella Bayernliga dal 1964 al 1966. Nel 1970 il club tornò in terza categoria, arrivando poi alla 2. Fußball-Bundesliga Süd nel 1976, nonostante avesse perso lo spareggio con il Wacker München.
Il Würzburg spese in seconda divisione quattro anni, per poi retrocedere nel 1980 nella Oberliga Bayern (III); qui arrivò subito ultima e fallì finanziariamente a causa di un debito di 2,5 milioni di marchi. Il WFV dovette vendere lo stadio ai rivali cittadini del DJK Würzburg per riuscire a saldare i propri debiti nel maggio 1981.
I soci ricrearono immediatamente il Würzburger FV, che ripartì dalla decima divisione, la Kreisklasse C, risalendo negli anni fino ad un terzo posto nella Oberliga Bayern (IV) nella stagione 2005–06.

## Palmarès

### Lega
- Landesliga Bayern-Nord: 6 (1964, 1970, 1999, 2003, 2005, 2010)
- 2. Amateurliga Unterfranken Ost (IV): 1960
- Bezirksoberliga Unterfranken (V): 1991

### Coppa
- Unterfranken Cup: 2 (2001, 2007)